# Furuhata Ninzaburō
Furuhata Ninzaburō (古畑任三郎) est une série télévisée japonaise créée par Fuji Television et diffusée entre le 13 avril 1994 et le 14 juin 2006 sur le réseau Fuji Television. Elle a été écrite par le dramaturge japonais Kōki Mitani.